# Пол Дезмонд
Пол Дезмонд (англ. Paul Desmond, при народженні Пол Еміл Брейтенфельд англ. Paul Emil Breitenfeld; 25 листопада 1924 — 30 травня 1977) — американський джазовий альт-саксофоніст і композитор. Найвідоміший своєю роботою у квартеті Дейва Брубека. Автор популярної композиції квартету — «Take Five». Відомий своїм особливим інтелектом, він був одним із найпопулярніших музикантів кул-джазу.
Крім роботи з Брубеком, Пол очолював кілька власних груп і був відомий своїми дуетами з Джеррі Малліганом, Джимом Холлом і Четом Бейкером. Через сильну залежність від паління та поганий стан здоров'я Дезмонд помер від раку легенів в 1977 році.

## Початок
Пол Дезмонд (справжнє ім'я — Пол Брейтенфельд) народився в Сан-Франциско, Каліфорнія в 1924 році. Його батько був органістом і грав в кінотеатрах в епоху німого кіно. Його мати була емоційно-неврівноваженою, тому своє дитинство Пол провів у найближчих родичів у Нью-Йорку. Незважаючи на заборони батька, у ранньому віці Дезмонд захоплювався грою на скрипці. У віці 12 років Пол грав на кларнеті в Політехнічній школі Сан-Франциско. Але вже на першому році навчання в коледжі Сан-Франциско Стейт він захопився альт-саксофоном. У ті ж роки Пол був призваний в армію США і вступив у її музичний колектив Сан-Франциско. Він провів у військах три роки, але при цьому ніколи не брав участі в бойових діях.

## Кар'єра
Після завершення Другої світової війни Дезмонд почав працювати в клубі «Bandbox» в місті Пало-Альто, Каліфорнія. Також, періодично він виступав з Брубеком у клубі «Geary Cellar» в Сан-Франциско. Незабаром Дезмонд найняв Брубека, але пізніше урізав вдвічі його гонорар. Після концертів у клубі «Greagle» в готелі The Feather River Пол замінив Дейва на іншого музиканта. У 1950 році Дезмонд переїхав до Нью-Йорка, де грав на альт-саксофоні та кларнеті з Джеком Фіна, але пізніше, почувши тріо Брубека по радіо, повернувся до Каліфорнії.
Цікава історія другій зустрічі Брубека з Дезмондом. Брубек, який на той час уже одружився і мав чотирьох дітей, був ображений на Дезмонда через попередній досвід роботи з ним. Дейв попросив свою дружину Айолі не впускати Пола в їхній будинок. Але Дезмонд все-таки прийшов до них в той момент, коли Дейв займався пранням речей своїх маленьких дітей. Айолі Пола впустила в дім і привела його до Дейва. У підсумку, Брубек погодився знову взяти Дезмонда у свою групу, після того, як Пол запропонував йому стати доглядальницею для його дітей.

### Квартет Дейва Брубека

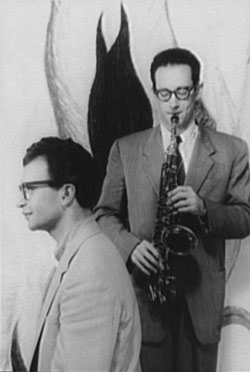
Пол Дезмонд і Дейв Брубек, 1954 рік

Дезмонд вперше познайомився з Брубеком в 1944 році, під час проходження служби в армії. Брубек проходив проби в музичний колектив 253-ї армії, в якій служив Дезмонд. Після прослуховування Брубека, на відміну від Дезмонда, послали на фронт. Пізніше на радіопередачі «Piano Jazz» Дезмонд розповів ведучій Мерієнн Макпартленд, що був вражений технікою зміни акордів, яку демонстрував Брубек під час його прослуховування в армійський колектив. Після згоди Брубека вдруге прийняти Дезмонда у свою групу, музикантами був підписаний контракт, за яким Дейв міг у будь-який момент звільнити Пола. Цей контракт закріпив за Брубеком статус лідера групи, тоді як Дезмонд отримував 20 % від всіх гонорарів квартету.
Так, в 1951 році почалася історія оригінального квартету Дейва Брубека, який проіснував до грудня 1967 року. Квартет був особливо популярний у студентському середовищі, чому сприяли численні виступи на університетських концертних майданчиках. Деякі з цих виступів виходили самостійними концертними дисками, такими, як «Jazz at Oberlin» (1953), «Jazz at the College of the Pacific» (1953), «Jazz Goes to College» (1954). Успіх квартету звернув на себе увагу журналу Time, який в 1964 році помістив на свою обкладинку зображення Дейва Брубека, назвавши його найцікавішим новим джазовим виконавцем.
Група продовжувала своє існування до 1967 року, коли музичні інтереси Брубека змістилися від музики до композиції, і він розпустив колектив. Протягом 1970-х Дезмонд виступав із Брубеком в рамках кількох возз'єднавчих турів, у тому числі в турі «Two Generations of Brubeck». Акомпанували їм сини Брубека Кріс Брубек, Ден Брубек і Даріус Брубек. У 1976 році Дезмонд і Брубек зіграли 25 концертів за 25 днів, концертуючи по містах США на автобусі.

### Робота з Джеррі Малліганом
У 1962 році вийшов спільний альбом Дезмонда і Маллігана «Two of a Mind». У червні 1969 року Пол Дезмонд виступив з Джеррі Малліганом на Нью-Орлеанському джазовому фестивалі. Виступ отримав схвальні відгуки серед критиків і глядачів. Пізніше, в 1974 році, Дезмонд і Малліган виступали разом під час концертів туру Дейва Брубека «Two Generations of Brubeck». На відміну від Брубека, у Маллігана було значно більше спільного з Дезмондом. У них були спільні інтереси, тонке почуття гумору, і обидва мали нескінченне число різних уподобань в житті.

### Робота з Джимом Холлом
Після деякого затишшя, Пол був запрошений гітаристом Джимом Холлом для виступу в знаменитому «Half Note» у Нью-Йорку. З притаманним йому почуттям гумору, Пол зауважив, що згодився на це запрошення лише тому, що жив неподалік. Дует успішно виступав у клубі для різних аудиторій слухачів. У 1964 році вийшов найвідоміший спільний альбом Дезмонда і Холла «Bossa Antigua». Дезмонд також зіграв з The Modern Jazz Quartet на різдвяному концерті в Нью-Йоркському «Town Hall» у 1971 році.

### Робота з Четом Бейкером
У середині 1970-х років Пол Дезмонд взяв участь у записі альбомів Чета Бейкера. Серед них «She Was Too Good to Me» (1974), «You Can't Go Home Again» (1977), «The Best Thing for You» (1977).

### Квартет Пола Дезмонда
Дезмонд познайомився з Едом Бікертом у Торонто завдяки Джиму Холлу і почав виступати з ним у різних клубах міста. Ед виступав з квартетом Пола Дезмонда на джазовому фестивалі в Едмонтоні.

## Особисте життя
В особистому житті Дейв Брубек і його родина були дуже близькі з Полом Дезмондом, попри те, що два музиканти були абсолютно різними людьми. Даріус Брубек згадував, що аж до шкільних років вважав Дезмонда своїм рідним дядьком. Особливо близький до Дезмонда був син Брубека Майкл. Саме йому Пол залишив після смерті свій саксофон. Дезмонд ніколи не вступав в тривалі стосунки з жінками, на відміну від Брубека, який був головою релігійної сім'ї і ніколи не зраджував своїй дружині, незважаючи на щільний концертний графік.

## Стиль
При грі на альт-саксофоні Дезмонд відрізнявся легким мелодійним голосом, схожим зі стилем Лі Конітца — одного зі своїх головних натхненників. Пол був здатний витягувати з свого інструменту неймовірно високі ноти — альтісімо, що зробило його одним з найвідоміших музикантів кул-джазової школи західного узбережжя. Більша частина успіху класичного квартету Брубека полягала в протиставленні «повітряного» стилю гри Пола і, іноді доволі жорсткої, політональної гри Брубека. Талант Пола в імпровізації особливо помітний на двох альбомах, які він записав з Джеррі Малліганом («Mulligan-Desmond Quartet» і «Two of a Mind»).

## Нагороди
У 1977 році Дезмонд був введений у джазовий зал слави журналу Down Beat.

## Дискографія
У дискографію включені тільки альбоми, у записі яких Пол Дезмонд виступав як лідер музичних колективів.

### Студійні альбоми
- «Sweet Paul, Vol. 1» (1950, Philology)
- «Gerry Mulligan Quartet / Paul Desmond Quintet» (1952, Fantasy)
- «Featuring Don Elliott» (1956, Fantasy)
- «Paul Desmond Quintet Plus the Paul Desmond Quartet» (1956, Original Jazz Classics)
- «Blues In Time» (1957, Fantasy)
- «First Place Again» (1959, Warner Bros.)
- «East of the Sun» (1959, Discovery)
- «Paul Desmond and Friends» (1959, Warner Bros.)
- «Desmond Blue» (1961, BMG)
- «Two of a Mind» спільно із Джеррі Малліганом (1962, Bluebird)
- «Glad to Be Unhappy» (1963, RCA)
- «Take Ten» (1963, Bluebird / RCA)
- «Bossa Antigua» (1964, RCA)
- «Easy Living» (1966, Bluebird)
- «Summertime» (1968, A&M)
- «Bridge Over Troubled Water» (1969, A&M)
- «Skylark» (1973, CTI)
- «Pure Desmond» (1975, Columbia)

### Концертні альбоми
- «Paul Desmond & Modern Jazz Quartet In Concert» (1971, Columbia / Legacy)
- «The Paul Desmond Quartet Live» (1975, A & M)
- «Like Someone In Love» (1975, Telarc)
- «Edmonton Festival 1976» (2008, Gambit)

### Збірки та перевидання
- «Late Lament» (1987, Bluebird) — перевидання альбому «Desmond Blue», доповнене бонус-треком
- «Polka Dots and Moonbeams» (1991, Bluebird) — урізана версія альбому «Easy Living»
- «The Ballad of Paul Desmond» (1997, BMG International)
- «Feeling Blue» (1997, Camden)
- «From the Hot Afternoon» (2000, A & M)
- «Cool Imagination» (2002, Bluebird)
- «Desmond Meets Mulligan» (2005, BMG Japan)